# Fusedmark
Fusedmarc je litvanski bend.

## Karijera
Fusedmarc je osnovan u Vilnusu 2004. godine. Bend čine vodeća pevačica Viktorija Ivanovskaja, multiinstrumentalista Denis Zujev i vizuelni dizajner Stasys Žak. Predstavljali su Litvaniju na Pesmi Evrovizije 2017. godine, sa pjesmom "Rain of Revolution" ("Kiša revolucije"), ali nisu uspeli proći u finale. Takmičili su se u drugom polufinalu u kojem su završili 17. od osamnaest pesama sa 42 boda.

## Članovi
- Viktorija Ivanovskaja (CIILIIA) - vokal
- Denisas Zujevas (DJ VAKX) - gitarista, basista, tekstopisac, kompozitor
- Stasys Žak - vizuelni dizajner